# Przybysław (imię)
Przybysław – staropolskie imię męskie, złożone z członów Przyby- („przybyć, przybywać”) oraz -sław („sława”). Mogło oznaczać „ten, który przynosi sławę”. W tekstach w języku polskim wystąpiło w 1194 roku, a w formie zdrobniałej Przybysz w 1204 r.
Imię pozostaje imieniem rzadko nadawanym. W styczniu 2024 r. w rejestrze PESEL, wśród publicznie dostępnych danych dotyczących osób żyjących, wykazano 38 mężczyzn o imieniu Przybysław nadanym jako imię pierwsze. Liczba ta była taka sama w 2025 roku.
Przybysław imieniny obchodzi 27 stycznia.
Żeński odpowiednik: Przybysława.

## Imię Przybysław w innych językach[6]
- łacina – Pribislaus
- czeski – Pribislav, Přibyslav
- niemieckl – Pribislaw
- słowacki – Pribislav, Pribiš
- słoweński – Pribislav.